# 139号阿肯色州州道
139号阿肯色州州道（英語：Arkansas Highway 139，AR139）是位于阿肯色州的一条南北走向的州级公路，分为两段，南段长17.65英里（28.40），起自卡拉韋接158号阿肯色州州道，北至密蘇里州边界，北段长34.86英里（56.10），南起密蘇里州边界，接412号美国国道（US412），北接51号密苏里州州道。